# Dzhansugirov
Dzhansugirov (kazakiska: Zhansügirov) är en ort i Kazakstan.   Den ligger i oblystet Almaty, i den östra delen av landet, 900 km sydost om huvudstaden Astana. Dzhansugirov ligger 636 meter över havet och antalet invånare är 8 288.
Terrängen runt Dzhansugirov är kuperad söderut, men norrut är den platt. Runt Dzhansugirov är det mycket glesbefolkat, med 7 invånare per kvadratkilometer. Dzhansugirov är det största samhället i trakten. Trakten runt Dzhansugirov består i huvudsak av gräsmarker.